# Galium glaciale
Galium glaciale är en måreväxtart som beskrevs av Kurt Krause. Galium glaciale ingår i släktet måror, och familjen måreväxter.

## Underarter
Arten delas in i följande underarter:
- G. g. glaciale
- G. g. satimmae